# 村の祭り (テニールス、プラド美術館)
『村の祭り』（むらのまつり、西: Fiesta campetre, 英: Country Festival）は、バロック期のフランドルの画家ダフィット・テニールスが1647年にキャンバス上に油彩で制作した絵画である。当時のフランドル美術でよく取り上げられた「田舎の婚礼」を表しており、テニールスが描いた同主題作5点のうちの1点である。スペインの王室コレクションに由来し、かつてブエン・レティーロ宮殿の1747年の目録に記載された作品と考えられる。現在、マドリードのプラド美術館に所蔵されている。

## 作品

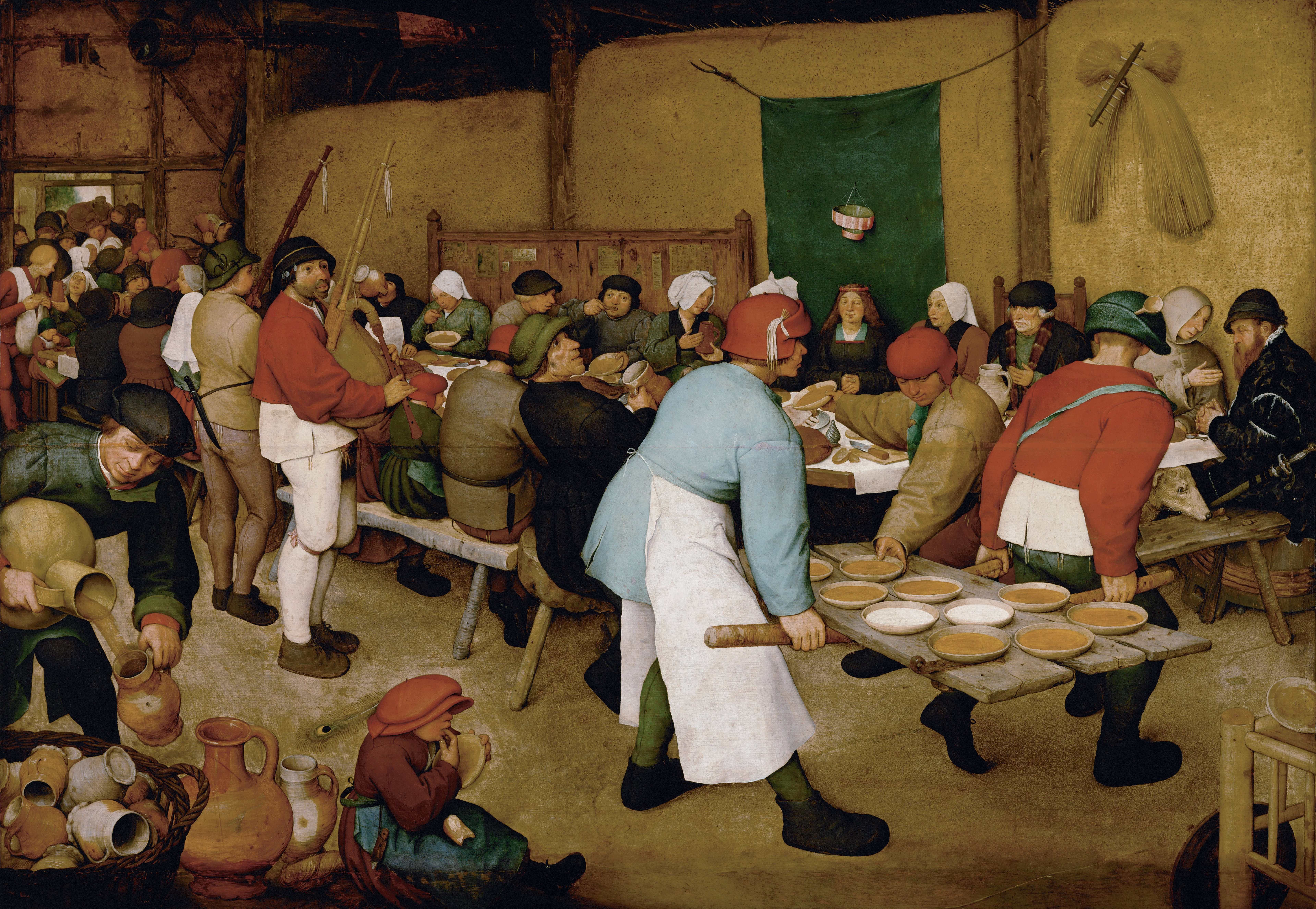
ピーテル・ブリューゲル『農民の婚宴』 (1568年ごろ)、美術史美術館、ウィーン

画面中景では、新婦が親類や招待客たちに囲まれて祝宴を開いている。前景では、村人たちの一団が婚礼を祝って、バグパイプやハーディ・ガーディの音に合わせて踊り、宴を楽しんでいる。画面の左奥には教会が見え、上流階級の人々の姿が小さく描かれている。そのうちの1人は、オーストリア出身のスペイン領ネーデルラント総督のレオポルト・ヴィルヘルム大公であると解釈できるかもしれない。テニールスは本作が制作された1647年から大公に仕えていたからである。
テニールスが1637年に制作した農民の婚宴を主題とした『村の祭りと祝宴』は、ピーテル・ブリューゲル の『農民の婚宴』 (1568年ごろ、美術史美術館、ウィーン) などと同様に新婦をめぐるエロティシズム、欲望、官能性などを俗っぽく仄めかした、より直截的で風刺的な作品となっている。それから10年後に制作された本作は、婚宴という主題に批判的ないし辛辣な要素を加えることなしに、祝宴的性格を際立たせることに焦点をあてている。それにより、本作は村の陽気な喧騒が感じられると同時に、より装飾的な作品となっている。色彩面で、画面前景は輝くような青、そして赤に強調された白を基調としている一方、後景では栗色の色調が支配的である。木々の葉のかすんだ描写、青白い雲の浮かんだ空は、場面を満たす歓喜の雰囲気を高めている。